# Großsteingrab Kägsdorf
Das Großsteingrab Kägsdorf war eine megalithische Grabanlage der jungsteinzeitlichen Trichterbecherkultur bei Kägsdorf, einem Ortsteil von Bastorf im Landkreis Rostock (Mecklenburg-Vorpommern). Es wurde im 19. Jahrhundert zerstört. Sein Standort wurde nur mit „auf dem Neu-Gaarzer Hoffelde gegen Kägsdorf hin“ angegeben. Über Ausrichtung, Maße und Typ der Anlage liegen keine näheren Angaben vor. Es ist nur überliefert, dass es um 1844 noch über zwei Decksteine verfügte und allgemein gut erhalten war.